# 約爾加河
約爾加河是俄羅斯的河流，屬於北德維納河的右支流，由阿爾漢格爾斯克州負責管轄，河道全長159公里，流域面積1,660平方公里，河水主要來融雪。